# Ruta Nacional 441 (Japón)
La Ruta Nacional 441 (国道441号 Kokudō 441-gō?) es una ruta nacional que une las ciudades de Oozu en la Prefectura de Ehime y Shimanto de la Prefectura de Kochi.

## Datos
- Distancia recorrida: 110,3 km
- Punto de inicio: Cruce con las rutas nacionales 56 y 197 en la Ciudad de Oozu.
- Punto final: Cruce con la Ruta Nacional 56 y 321 en la Ciudad de Shimanto.

## Tramo compartido
- desde el distrito Izume (出目?) del Pueblo de Kihoku del Distrito de Kitauwa en la Prefectura de Ehime hasta el distrito Nishitosaekawasaki (西土佐江川崎?) de la Ciudad de Shimanto en la Prefectura de Kochi. Tramo compartido con la Ruta Nacional 381.

## Localidades que atraviesa
- Prefectura de Ehime
  - Ciudad de Oozu
  - Ciudad de Seiyo
  - Pueblo de Kihoku
  - Pueblo de Matsuno

- Prefectura de Kochi
  - Ciudad de Shimanto

## Principales empalmes
- Ruta Nacional 56 (Ciudad de Oozu, Ciudad de Shimanto)
- Ruta Nacional 197 (Ciudad de Oozu)
- Ruta Nacional 320 (Pueblo de Kihoku)
- Ruta Nacional 381 (Ciudad de Shimanto)